# Lornsen-Kette
Die Lornsen-Kette (ebenso geläufig: Lornsenkette, auch Uwe-Jens-Lornsen-Kette), benannt nach Uwe Jens Lornsen, ist die höchste Auszeichnung des Schleswig-Holsteinischen Heimatbundes. 

## Geschichte und Bedeutung
Sie wurde im Dezember 1952 vom Vorstand des Schleswig-Holsteinischen Heimatbundes als jährlich zu verleihende Auszeichnung für Männer und Frauen gestiftet, „die sich“, so hieß es im Wortlaut, „um das deutsche Volkstum unseres Landes und den schleswig-holsteinischen Gedanken verdient gemacht haben.“ Tatsächlich wurde die Lornsen-Kette in unregelmäßigem Turnus verliehen, erstmals am 7. Juni 1953. Auch wurde mit dem Wandel der politischen Ausrichtung des Heimatbundes der Stiftungszweck umformuliert zur Auszeichnung von Einzelpersonen, „die sich um die Förderung der Kultur in Schleswig-Holstein besonders verdient gemacht haben.“ Die Lornsen-Kette gilt als „eine der höchsten kulturellen Würdigungen Schleswig-Holsteins.“

## Preisträger
- 1953 Volquart Pauls, Historiker

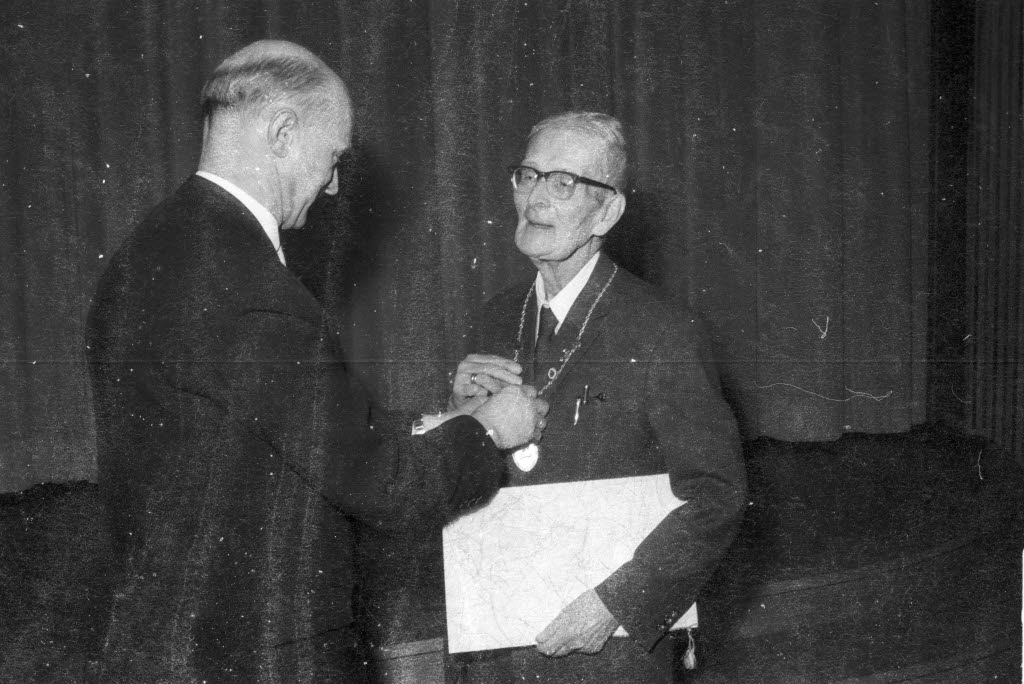
Harry Schmidt (1963)

- 1953 Johannes Schmidt-Wodder, Politiker
- 1955 Eduard Edert, Politiker und Schriftsteller
- 1955 Nicolaus Bachmann, Maler und Bildhauer
- 1955 Friedrich Ernst Peters, Schriftsteller
- 1958 Hermann Claudius, Lyriker und Erzähler
- 1960 Ernst Kracht, Politiker
- 1960 Jens Nydahl, Politiker
- 1962 Rudolf Muuß, Pastor, Politiker und Heimatforscher[4]
- 1963 Harry Schmidt, Kunsthistoriker
- 1963 Hans Ehrke, Schriftsteller und Dramaturg[5]
- 1963 Heinrich Clasen, Jurist[4]
- 1966 Walther Emeis, Naturforscher
- 1967 Walter Alnor, Politiker[6]
- 1968 Ivo Braak, Lehrer und Autor
- 1969 Alexander Scharff, Historiker[7]
- 1970 Hans Heitmann, Lehrer und Schriftsteller
- 1971 Alfred Kamphausen, Kunsthistoriker und Museumsdirektor[8]
- 1973 Paul Selk, Pädagoge und Volkskundler[9]
- 1974 Christian Degn, Historiker
- 1979 Hans Schmidt-Gorsblock, Heimatdichter und Landwirt[10]
- 1997 Reimer Bull, Pädagoge und niederdeutscher Autor[11]
- 1997 Irmgard Harder, Schauspielerin, Schriftstellerin und Hörfunksprecherin
- 1998 Manfred Jessen-Klingenberg, Historiker und Lehrer
- 2003 Stephan Richter, Journalist[3]
- 2004 Karl-Heinz Groth, Autor und Pädagoge
- 2006 Hans-Heinrich Hatlapa, Unternehmer und Naturschützer[12]